# Іоан Маміконян
Іоан Маміконян (вірм. Հովհան Մամիկոնյան) — вірменський хроніст VIII століття, настоятель монастиря Сурб Карапет.

## «Історія Тарона»
Написав, на прохання патріарха Нерсеса III, історію області Тарон, в якій повідомляє цікаві подробиці про війни місцевих власників, князів Маміконянів, з персами. Багато його повідомлень засновані не на історичних даних, а на народних оповідях. Історики XIX століття помилково датували його хроніку VII століттям, проте наприкінці XX століття дослідники дійшли думки, що вона була написана століттям пізніше. Текст її виданий у Константинополі (1708, 1719) та у Венеції (1832, разом з історією Зеноба). Французький переклад у Collection des Historiens arméniens, вид. V. Lauglois (т. I, II, 1867).